# Hate Eternal
Hate Eternal é uma banda de death metal dos Estados Unidos formada em 1997 por Erik Rutan.

## História
Hate Eternal foi formado em 1997. A formação clássica continha em seu line-up Erik Rutan - guitarra/vocal, Jared Anderson – baixista e back-vocal , Tim Yeung – Baterista e Doug Cerrito guitarrista (membro do Suffocation).
Em 2002, o baterista Derek Roddy (ex- Nile, Divine Empire e Malevolent Creation) contatou Tim Yeung, e a banda ensaiou para a gravação de seu segundo álbum, King of All Kings que foi feito pelo trio Erik, Jared e Derek. Naquele verão, Erik Rutan conversou com os membros do Morbid Angel, e declarou que gostaria de dedicar mais tempo ao Hate Eternal.
Logo após, o que se viu foi uma gigantesca turnê para promover o álbum “King of All Kings”, incluindo um vídeoclip para o programa “MTV’2 Headbanger’s Ball” com o “single” “Powers That Be”. Jared Anderson deixou a banda após assumir que havia problemas com drogas. Rapidamente o músico Randy Piro (amigo de Derek) substitui o lugar de Jared na banda e completaram as turnês. Após o término da turnê em 2003, a banda fez uma breve pausa.
Em 2004 o Hate Eternal começou os trabalhos para o tão esperado álbum após o King of All Kings, intitulado “I, Monarch”. As gravações começaram no outono e o álbum foi lançado em Junho de 2005. Aclamado pelos críticos e fãs, o álbum apresentou uma nova abordagem na cena do Metal Extremo Mundial, mesclando a velocidade e a brutalidade características do gênero. Os talentos individuais e coletivos na banda e na produção brilharam como nunca antes.
Após dificuldades internas na turnê pelos Estados Unidos da América no verão de 2005, e com um grande número de negócios pendentes, o grupo cancelou sua turnê europeia marcada para o outono. Após diferenças internas e pessoais, Derek Roddy anunciou sua saída do Hate Eternal em Março de 2006.
Com contratos firmados e pendentes na turnê, Erick Rutan e Randy Piro continuaram e recrutaram o membro da antiga Dying Fetus, o baterista Kevin Talley para apresentações na primavera, e Reno Killerich para a turnê europeia. No dia 26 de Julho de 2007, Erik Rutan anunciou o baterista Jade Simonetto como membro permanente.
O Hate Eternal assinou um contrato com a gravadora Metal Blade Records e gravaram seu novo álbum “Fury & Flames” que foi lançado em 19 de Fevereiro de 2008.
Em 2010 a banda recrutou J. J. Hrubocvak como baixista. A banda entrou nos estúdios  Mana Recording e começou a gravar o seu quinto álbum de estúdio programado para ser lançado no início de 2011. Erik Rutan comentou que "a banda trouxe um de seus álbuns mais pesados, distorcidos, malignos, melódicos e insanos até agora". O álbum, nomeado  Phoenix Amongst the Ashes, foi lançado em maio de 2011 e ganhou boa recepção dos fãs e da crítica.
Até a presente data, o Hate Eternal já tem gravados cinco álbuns: Conquering the Throne (1999), King of All Kings (2002), I, Monarch (2005) e Fury & Flames (2008), e Phoenix Amongst the Ashes (2011). Os últimos quatro álbuns foram produzidos por Rutan.